# 아라이 미키히토
아라이 미키히토(일본어: 新井 幹人, 1994년 6월 14일~)는 일본의 축구 선수이다.

## 구단 경력
그는 2017년 J3리그의 FC 류큐에 입단했다. 2019년 일본 지역 리그의 도쿄 유나이티드 FC로 이적했다.